# تجمع الفيض (حجر)
'

تعديل مصدري - تعديل

تجمع الفيض هي إحدى قرى عزلة الصداره بمديرية حجر التابعة لمحافظة حضرموت، بلغ تعداد سكانها 1379 نسمة حسب تعداد اليمن لعام 2004.